# WAR ウォー!!
『WAR ウォー!!』（War）は、2019年に公開されたインドのアクションスリラー映画。シッダールト・アーナンドが監督、リティク・ローシャンとタイガー・シュロフが主演を務めた。2019年10月2日のガンディー生誕記念日に合わせて4DX、MX4Dで公開された。批評家からはリティクとタイガーの演技やアクションシークエンスが高く評価されたが、脚本については酷評されている。『WAR ウォー!!』はボリウッド映画の公開初日の歴代興行成績を塗り替え、2019年公開のボリウッド映画興行成績第1位となった。

## ストーリー
研究分析局（RAW）のトップエージェントのカビール少佐は、上級分析官ナイドゥの指令を受けて大物テロリストのバシール・ハシブ暗殺作戦に従事していた。しかし、カビールは作戦を放棄してナイドゥを殺害し、RAWを離脱する。カビールの上官ルトラ大佐はパティル国防大臣に彼の裏切りを報告し、事態の対処を命じられる。ルトラは部下たちを招集してカビールの捜索・抹殺を指令するが、その中にはカビールの教え子だったハーリド大尉がいた。ハーリドはカビールの行動について思考を巡らせるが、そこにカビールから連絡が入り手を引くように警告される。
ハーリドはルトラの推薦でカビールのチームに配属されるが、カビールはハーリドの父アブドゥルを殺した人物だった。カビールはハーリドの父アブドゥルが祖国を裏切った反逆者だったことを理由にチームへの参加を拒否するが、ハーリドは祖国のために父を密告した母ナフィーサーの名誉のために祖国への忠誠を尽くすためチームに参加する。カビールは長年追い続けている国際犯罪者リズワン・イリヤシを逮捕するためIS支配下のイラクに潜入し、彼と協力関係にあるテロリストを拘束する。作戦終了後、カビールはハーリドの右目に障害があることを見抜きチームから除名しようとするが、ハーリドの母に対する言葉を聞いて考えを改め、彼を正式にチームの一員として迎え入れる。その後、カビールたちはモロッコに向かいイリヤシを拘束するが、イリヤシの協力者になっていたソーラブの裏切りに遭いチームのプラティークとムットゥが殺される。カビールはイリヤシの部下から奇襲を受けて彼を取り逃がしてしまい、ハーリドは逃走したソーラブを追跡の末に殺害するが重傷を負う。
裏切りの2か月前。カビールは行方不明になったイリヤシを探すため、彼の協力者フェローズ・コントラクターを監視し、「イリヤシが9・11テロ以上の事件を計画している」「インド政府・軍部・情報機関に4人の協力者がいる」という情報を入手する。彼は計画の全容を入手するため、フェローズのお気に入りのショーダンサーのナイナと交流を深め、彼女に「民間人スパイ」としてフェローズと接触するように依頼する。ナイナはカビールの正体を知って不信感を抱くが、娘ルヒと暮らすための資金を提供するという条件を受け入れ、フェローズの屋敷に向かう。そこに仲間のアディティから連絡が入り、イリヤシが整形手術を受けていたことが判明する。フェローズの正体がイリヤシであることを知ったカビールは屋敷に向かうが、ナイナは既に殺害され、イリヤシは逃亡した後だった。カビールはアディティに協力を依頼してイリヤシの協力者の一人がナイドゥであることを突き止め、彼を殺害する直前に他の協力者の名前を聞き出す。
時系列は現在に移り、ハーリドはハーリドの協力者ジミー・シュロフ中佐を殺害する。ハーリドは電車の中でカビールからの接触を受けて再び手を引くように警告されるが、その中で次の標的がビシュワース博士であることを告げられ、殺害を阻止するためビシュワースがいるポルトガルに向かう。しかし、ハーリドはビシュワースの保護に失敗し、彼から軍事衛星の座標コードを奪ったカビールを追跡するが逃げられてしまう。任務に失敗したハーリドはカビールとの内通を疑われてチームを外されるが、その中でカビールの目的を突き止め彼の元に向かう。真相を知ったハーリドはカビールに協力するが、直後にインド軍の部隊に襲撃される。部隊を撃退した2人はケララ州に向かいアディティと合流し、彼女から解読済みの座標コードを受け取る。2人はアディティの元を後にするが、直後にハーリドはカビールを毒殺し、死ぬ寸前のカビールに対して、ハーリドは自分の正体が死んだはずのソーラブだと告げる。本物のハーリドはソーラブとイリヤシに殺害され、ソーラブは整形手術を受けてハーリドに成り済ましていた。
イリヤシとソーラブは砕氷船で北極圏に向かい、座標コードから位置を割り出した軍事衛星をミサイル攻撃してインド・パキスタン間の軍事衝突を画策する。そこに死んだはずのカビールが現れ、軍事衛星の破壊を阻止しようとする。カビールはソーラブに対し、「右目に障害があるハーリドが右側の敵に対処していたこと」「ムスリムのハーリドが飲酒していたこと」からハーリドの正体を見抜き、アディティから解毒剤を受け取っていたことを明かす。彼が用意した偽の座標コードを入力したミサイルは砕氷船を攻撃し、ソーラブは用済みになったイリヤシを射殺して逃走する。カビールはソーラブを追跡して教会に追い詰め、格闘戦の末にソーラブを殺害する。
事件の解決後、インド政府は殉職したハーリドに名誉勲章を贈り功績を称えた。カビールはルヒを連れてシドニーを訪れ、そこでルトラと再会する。カビールは「裏切り者」のままRAWの活動に従事することを伝え、ルトラからバシール・ハシブの元に潜入する任務を与えられる。

## キャスト
括弧内は日本語吹き替え声優。
- カビール・ダリワル少佐 - リティク・ローシャン (田村真)
- ハーリド・ラフマニ大尉 / ソーラブ - タイガー・シュロフ (前田一世)
- ナイナ・ヴェルマ - ヴァーニー・カプール (高橋雛子)
- スニール・ルトラ大佐 - アーシュトーシュ・ラーナー（英語版）
- アディティ・ナータ - アヌプリヤー・ゴーエンカー
- マリカ・シンガル医師 - ディパンニタ・シャルマ（英語版）
- ナフィーサー・ラフマニ - ソーニー・ラズダン
- ウトパル・ビシュワース博士 - アーリフ・ザカリア（英語版）
- V・K・ナイドゥ上級分析官 - モーヒト・チャウハン（英語版）
- シェルナ・パティル国防大臣 - スワルーパ・ゴーシュ
- ルヒ・ヴェルマ - ディシタ・セーガル
- リズワン・イリヤシ - サンジーヴ・ヴァスタ
- フェローズ・コントラクター / リズワン・イリヤシ - マシュール・アムロヒ
- ソーラブ - ヤシュ・ラージ・シン
- オスラヴ - サルミン・シェリフ
- サイニ - イムラーン・アフメド
- ヴィシャール - シャバーズ・アクタル
- ジミー・シュロフ中佐 - アミット・ガウル
- デリク - シュリカーント・ドウィヴェーディー
- ムットゥ - ジェシー・レバル
- プラティーク - ビラール・フセイン
- サイード・アダム - ミダート・ウッラー
- バシール・ハシブ - ラヴィ・アワナ（英語版）

## 製作
2017年9月27日、ヤシュ・ラージ・フィルムズは創業者ヤシュ・チョープラーの誕生日に合わせてリティク・ローシャンとタイガー・シュロフが主演を務める新作アクション映画の製作を発表した。2018年8月にはヴァーニー・カプールの出演が発表された。アクションシークエンスの指導にはハリウッドと韓国のアクション振付師が起用された。クライマックスシーンの撮影は北極圏で行われ、『WAR ウォー!!』は同地で撮影された最初のインド映画となった。2018年9月から主要撮影が始まり、リティクとタイガーのダンス対決のシーンも撮影された。2019年3月に撮影が終了した。

## 公開
2019年7月15日に公式4Kティーザーが公開され、動画再生回数5400万回を記録した。8月27日に予告編が公開され、10月2日のガンディー生誕記念日に合わせて映画が公開された。

## 評価

### 興行収入
公開初日の興行収入は5億3350万ルピーを記録し、ボリウッド映画歴代公開初日興行成績を塗り替えた。公開2日目に2億4350万ルピー、公開3日目には2億2450万ルピーを記録し、公開3日間の累計興行収入は10億150万ルピーとなった。この時点で『WAR ウォー!!』は6つの興行記録を更新し、公開3日間で100カロール・クラブ入りを果たした。公開週末の累計興行収入は16億6250万ルピーを記録し、2019年公開のボリウッド映画公開週末興行成績第1位となった。公開第1週の時点で累計興行収入は20億ルピーを超え、『バーフバリ 王の凱旋』『スルターン』に次ぐ興行成績を記録した。11月28日時点で国内興行収入37億8460万ルピー、海外興行収入9億7040万ルピーを記録し、合計興行収入は47億5500万ルピーとなった。これにより、『WAR ウォー!!』は2019年公開のボリウッド映画興行成績第1位となった。

### 批評

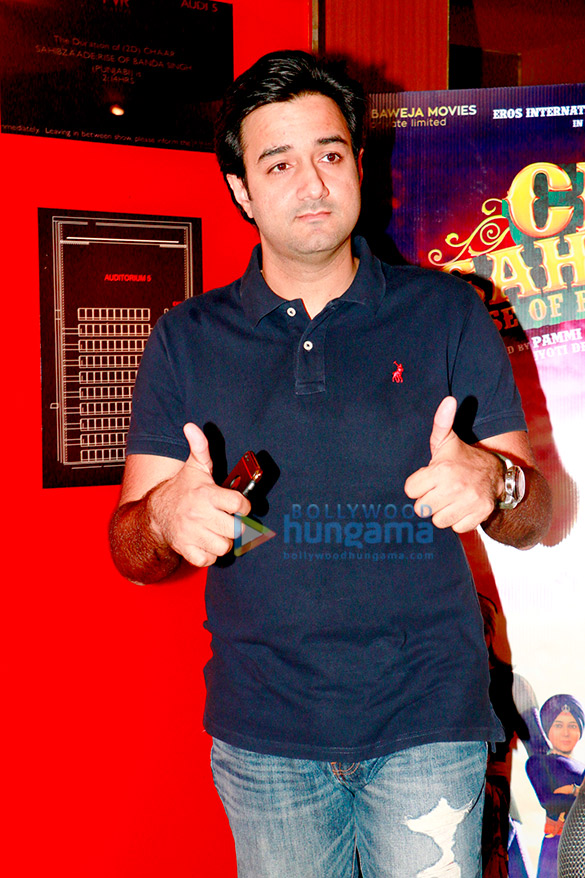
シッダールト・アーナンド

『WAR ウォー!!』は批評家から好意的な評価を得ており、Rotten Tomatoesでは15件の批評が寄せられ支持率73%、平均評価7/10となっている。ボリウッド・ハンガマは4/5の星を与え、「『WAR ウォー!!』は観客を満足させるための十分な捻りとターン、そしてスタイルを持つアクションエンターテイナーです。興行収入の面では週末成績、輝かしいアクション、華やかな海外ロケーション、スタイリッシュな出来栄えにより、映画の巨大な実績を保証しています」と批評している。リパブリック・ワールドは4.5/5の星を与え、「壮大なアクションスペクタクル、隙のない脚本、ワールドクラスのアクション、ペースの速いスリリングな脚本。リティク・ローシャンの演技は象徴的で、タイガー・シュロフはキャリアの中で最高の演技を見せています。シッダールトのヴィジョンとディレクションは極上のものでした」と批評している。タラン・アダルシュは4/5の星を与え、「最高のエスカピスト映画」と批評している。フィルム・インフォメーションのコマル・ナータは「この映画はヤシュ・ラージ・フィルムズの新たなフランチャイズの始まりになる可能性がある」と批評している。ソーナル・ゲラはインディアTVに批評を寄稿して3.5/5の星を与え、「シッダールト・アーナンドは2人の俳優のシックスパックの筋肉を最大限に活用し、これが完璧なアクション映画を作るコツになったことでしょう」と批評している。ラジーヴ・マサンドは2.5/5の星を与え、「リティク・ローシャンとタイガー・シュロフの2人な完璧にアクションをこなしたことで、大きなスタイリッシュ・シークエンスに素晴らしさを、1対1の殴り合いのシークエンスに本能的なエネルギーをそれぞれ与えている」と批評している。
ザ・タイムズ・オブ・インディアは3/5の星を与え、「映画には多くのスタイル、スタント、ショーが存在するが、具体的なストーリーが欠けている」と批評している。インディア・トゥデイは2.5/5の星を与え、「『WAR ウォー!!』はあなたを楽しませるでしょう。しかし、映画から何かを見出すつもりならば『ジョーカー』を観た方が良いでしょう」と批評している。デイリー・ニュース&アナライシスは3/5の星を与え、「『WAR ウォー!!』はリティク・ローシャンとヤシュ・ラージ・フィルムズのカムバックを示しています」と批評している。インディアン・エクスプレスのシューブラ・グプタは2/5の星を与え、「『WAR ウォー!!』の問題はリティク・ローシャンとタイガー・シュロフが映画を独占していることであり、貧弱な悪役たちにチャンスがほとんどないことです」と批評している。ファーストポストのアンナ・M・M・ヴェティカドは2/5の星を与え、反イスラーム主義が台頭するインドの社会情勢下で「国家に忠誠を尽くすムスリム軍人」を描いたことについて、監督やプロデューサーの「ムスリムの中には良い人間もいる」という傲慢な姿勢が感じられるとして酷評している。ニューデリー・テレビジョンのサイバル・チャテルジーは1.5/5の星を与え、「悲しいことに脚本が杜撰です。ジグソーピースを適切な場所にはめるためには工夫が必要ですが、彼らはその努力を怠っています」と批評している。

### 受賞・ノミネート
| 映画賞                             | 部門                       | 対象                                                                          | 結果       | 出典                        |
| ---------------------------------- | -------------------------- | ----------------------------------------------------------------------------- | ---------- | --------------------------- |
| 第26回スター・スクリーン・アワード | 作品賞                     | WAR ウォー!!                                                                  | ノミネート | [ 40 ]                      |
| 第26回スター・スクリーン・アワード | 監督賞                     | シッダールト・アーナンド                                                      | ノミネート | [ 40 ]                      |
| 第26回スター・スクリーン・アワード | 主演男優賞                 | リティク・ローシャン                                                          | ノミネート | [ 40 ]                      |
| 第26回スター・スクリーン・アワード | 助演女優賞                 | ヴァーニー・カプール                                                          | ノミネート | [ 40 ]                      |
| 第26回スター・スクリーン・アワード | 振付賞                     | ボスコ＝シーザー トゥシャール・カーリヤー ("Ghunghroo")                       | 受賞       | [ 40 ]                      |
| 第26回スター・スクリーン・アワード | アクション賞               | ポール・ジェニングス オ・セヨン パルヴェーズ・シャイフ フランツ・スピルハウス | 受賞       | [ 40 ]                      |
| 第26回スター・スクリーン・アワード | 編集賞                     | アーリフ・シャイフ                                                            | 受賞       | [ 40 ]                      |
| 第65回フィルムフェア賞             | 作品賞                     | WAR ウォー!!                                                                  | ノミネート | [ 41 ] [ 42 ] [ 43 ] [ 44 ] |
| 第65回フィルムフェア賞             | 監督賞                     | シッダールト・アーナンド                                                      | ノミネート | [ 41 ] [ 42 ] [ 43 ] [ 44 ] |
| 第65回フィルムフェア賞             | 女性プレイバックシンガー賞 | シルパー・ラーオ ("Ghunghroo")                                                | 受賞       | [ 41 ] [ 42 ] [ 43 ] [ 44 ] |
| 第65回フィルムフェア賞             | 振付賞                     | ボスコ＝シーザー ("Jai Jai Shiv Shankar")                                     | ノミネート | [ 41 ] [ 42 ] [ 43 ] [ 44 ] |
| 第65回フィルムフェア賞             | 振付賞                     | ボスコ＝シーザー、トゥシャール・カーリヤー ("Ghunghroo")                      | ノミネート | [ 41 ] [ 42 ] [ 43 ] [ 44 ] |
| 第65回フィルムフェア賞             | アクション賞               | ポール・ジェニングス オ・セヨン パルヴェーズ・シャイフ フランツ・スピルハウス | 受賞       | [ 41 ] [ 42 ] [ 43 ] [ 44 ] |
| 第65回フィルムフェア賞             | VFX賞                      | シェリー・バルダ ヴィシャール・アーナンド                                     | 受賞       | [ 41 ] [ 42 ] [ 43 ] [ 44 ] |
| ミルチ音楽賞                       | 歌曲賞                     | "Ghungroo"                                                                    | ノミネート | [ 45 ]                      |
| ミルチ音楽賞                       | 女性歌手賞                 | シルパー・ラオー ("Ghunghroo")                                                | ノミネート | [ 45 ]                      |
| ミルチ音楽賞                       | 録音・音響賞               | アバイ・ルンデ、ヴィジャイ・ダヤル ("Ghunghroo")                              | ノミネート | [ 45 ]                      |
| ジー・シネ・アワード               | アクション賞               | ポール・ジェニングス オ・セヨン パルヴェーズ・シャイフ フランツ・スピルハウス | 受賞       | [ 46 ]                      |
| ジー・シネ・アワード               | 振付賞                     | ボスコ＝シーザー ("Jai Jai Shiv Shankar")                                     | 受賞       | [ 46 ]                      |
| ジー・シネ・アワード               | 特殊効果賞                 | YFX (YRFスタジオ)                                                             | 受賞       | [ 46 ]                      |
| 第21回国際インド映画アカデミー賞   | 録音賞                     | アヌージ・マトゥール プリータム・ダース                                       | 受賞       | [ 47 ] [ 48 ]               |
| 第21回国際インド映画アカデミー賞   | 振付賞                     | ボスコ＝シーザー、トゥシャール・カーリヤー ("Ghunghroo")                      | 受賞       | [ 47 ] [ 48 ]               |
| 第21回国際インド映画アカデミー賞   | 特殊効果賞                 | YFX (YRFスタジオ)                                                             | 受賞       | [ 47 ] [ 48 ]               |

## 続編構想
シッダールト・アーナンドは『WAR ウォー!!』の成功後、同作のフランチャイズ化の構想について語っている。